# Toussaintia
Toussaintia es un género de plantas fanerógamas  perteneciente a la familia Annonaceae. Tiene tres especies y son nativas de África tropical.

## Taxonomía
El género fue descrito por Raymond Boutique y publicado en Bulletin du Jardin Botanique de l'État à Bruxelles 21: 97. 1951.  La especie tipo es:  Toussaintia congolensis

## Especies
- Toussaintia congolensis
- Toussaintia hallei
- Toussaintia orientalis